# Romorantin-Lanthenay (quận)
Quận Romorantin-Lanthenay là một quận của Pháp nằm trong tỉnh Loir-et-Cher thuộc vùng Centre-Val de Loire. Nó có 7 tổng và 48 xã.

## Đơn vị hành chính

### Tổng
Các tổng của quận Romorantin-Lanthenay là:
1. Lamotte-Beuvron
2. Mennetou-sur-Cher
3. Neung-sur-Beuvron
4. Romorantin-Lanthenay-Nord
5. Romorantin-Lanthenay-Sud
6. Salbris
7. Selles-sur-Cher

### Xã
Các xã của quận Romorantin-Lanthenay và mã INSEE là:
| 1. Billy (41016)                  | 2. Chaon (41036)                 | 3. Chaumont-sur-Tharonne (41046)    | 4. Châtres-sur-Cher (41044)       |
| 5. Courmemin (41068)              | 6. Dhuizon (41074)               | 7. Gièvres (41097)                  | 8. Gy-en-Sologne (41099)          |
| 9. La Chapelle-Montmartin (41038) | 10. La Ferté-Beauharnais (41083) | 11. La Ferté-Imbault (41084)        | 12. La Ferté-Saint-Cyr (41085)    |
| 13. La Marolle-en-Sologne (41127) | 14. Lamotte-Beuvron (41106)      | 15. Langon (41110)                  | 16. Lassay-sur-Croisne (41112)    |
| 17. Loreux (41118)                | 18. Maray (41122)                | 19. Marcilly-en-Gault (41125)       | 20. Mennetou-sur-Cher (41135)     |
| 21. Millançay (41140)             | 22. Montrieux-en-Sologne (41152) | 23. Mur-de-Sologne (41157)          | 24. Neung-sur-Beuvron (41159)     |
| 25. Nouan-le-Fuzelier (41161)     | 26. Orçay (41168)                | 27. Pierrefitte-sur-Sauldre (41176) | 28. Pruniers-en-Sologne (41185)   |
| 29. Romorantin-Lanthenay (41194)  | 30. Rougeou (41195)              | 31. Saint-Julien-sur-Cher (41218)   | 32. Saint-Loup (41222)            |
| 33. Saint-Viâtre (41231)          | 34. Salbris (41232)              | 35. Selles-Saint-Denis (41241)      | 36. Selles-sur-Cher (41242)       |
| 37. Soings-en-Sologne (41247)     | 38. Souesmes (41249)             | 39. Souvigny-en-Sologne (41251)     | 40. Theillay (41256)              |
| 41. Thoury (41260)                | 42. Veilleins (41268)            | 43. Vernou-en-Sologne (41271)       | 44. Villefranche-sur-Cher (41280) |
| 45. Villeherviers (41282)         | 46. Villeny (41285)              | 47. Vouzon (41296)                  | 48. Yvoy-le-Marron (41297)        |